# Gomboro
Gomboro là một tổng thuộc  Sourou (tỉnh) ở tây bắc Burkina Faso. Thủ phủ là thị xã Gomboro. Dân số năm 2006 là 13.830 người.

## Các thị xã và làng xã
Bambara, Bassagoulo, Bouli, Dogna, Gala, Ganagoulo, Gani, Konga, Sia và Talbayiri.